# بنزیل‌ایزوکینولین
بنزیل‌ایزوکینولین (به انگلیسی: Benzylisoquinoline) با فرمول شیمیایی C۱۶H۱۳N یک ترکیب شیمیایی با شناسه پاب‌کم ۲۳۳۴۵ است. که جرم مولی آن ۲۱۹٫۲۸۱۱۲ g/mol می‌باشد. 
از دو واحد سازنده تریوزین تشکیل شده است. 

## نگارخانه